# لوک گارارد
لوک گارارد (انگلیسی: Luke Garrard؛ زادهٔ ۲۲ سپتامبر ۱۹۸۵) بازیکن فوتبال اهل بریتانیا است.
از باشگاه‌هایی که در آن بازی کرده‌است می‌توان به باشگاه فوتبال سوئیندون تاون، باشگاه فوتبال بورم‌وود، باشگاه فوتبال نورتوود، باشگاه فوتبال ای‌اف‌سی ویمبلدون، باشگاه فوتبال تاتنهام هاتسپر، و باشگاه فوتبال بیشاپس استورتفورد اشاره کرد.